# 榮金大戲院
榮金大戲院，是上海市的電影院。榮金大戲院位於康悌路（現建國東路11號），開幕於1932年1月16日，創辦人是黃金榮。 1957年，榮金大戲院更名為建國電影院。